# Kuno Beckholmen
Marcus Kuno Napoleon Beckholmen, född 8 juni 1917 i Göteborg, död 3 juli 2001, var en svensk journalist och författare, som skrivit ett stort antal skrifter knutna till arbetarrörelsen, i framför allt Göteborg. Beckholmen var bland annat medarbetare på dagstidningen Ny Tid och under 1960-talet redaktör för Metallindustriarbetareförbundets organ Metallarbetaren.